# Yasuhikotakia
Genre
Yasuhikotakia est un genre de poissons téléostéens de la famille des Botiidae et de l'ordre des Cypriniformes.
Plusieurs espèces de ce genre sont des poissons d'aquarium populaires. Le genre Yasuhikotakia est nommé en l'honneur du Dr Yasuhiko Taki, collectionneur et chercheur japonais.
Les poissons du genre Yasuhikotakia se rencontrent dans les systèmes fluviaux de l'Indochine comme le Mékong, le Chao Phraya et le Mae Klong.

## Liste des espèces
Selon FishBase (08 juillet 2015):
- Yasuhikotakia caudipunctata (Taki & Doi, 1995)
- Yasuhikotakia eos (Taki, 1972)
- Yasuhikotakia lecontei (Fowler, 1937)
- Yasuhikotakia longidorsalis (Taki & Doi, 1995)
- Yasuhikotakia modesta (Bleeker, 1864)
- Yasuhikotakia morleti (Tirant, 1885)
- Yasuhikotakia splendida (Roberts, 1995)

Deux autres espèces, auparavant incluses dans ce genre, ont été déplacées vers le genre Ambastaia :
- Yasuhikotakia nigrolineata - Ambastaia nigrolineata
- Yasuhikotakia sidthimunki - Ambastaia sidthimunki

## Galerie

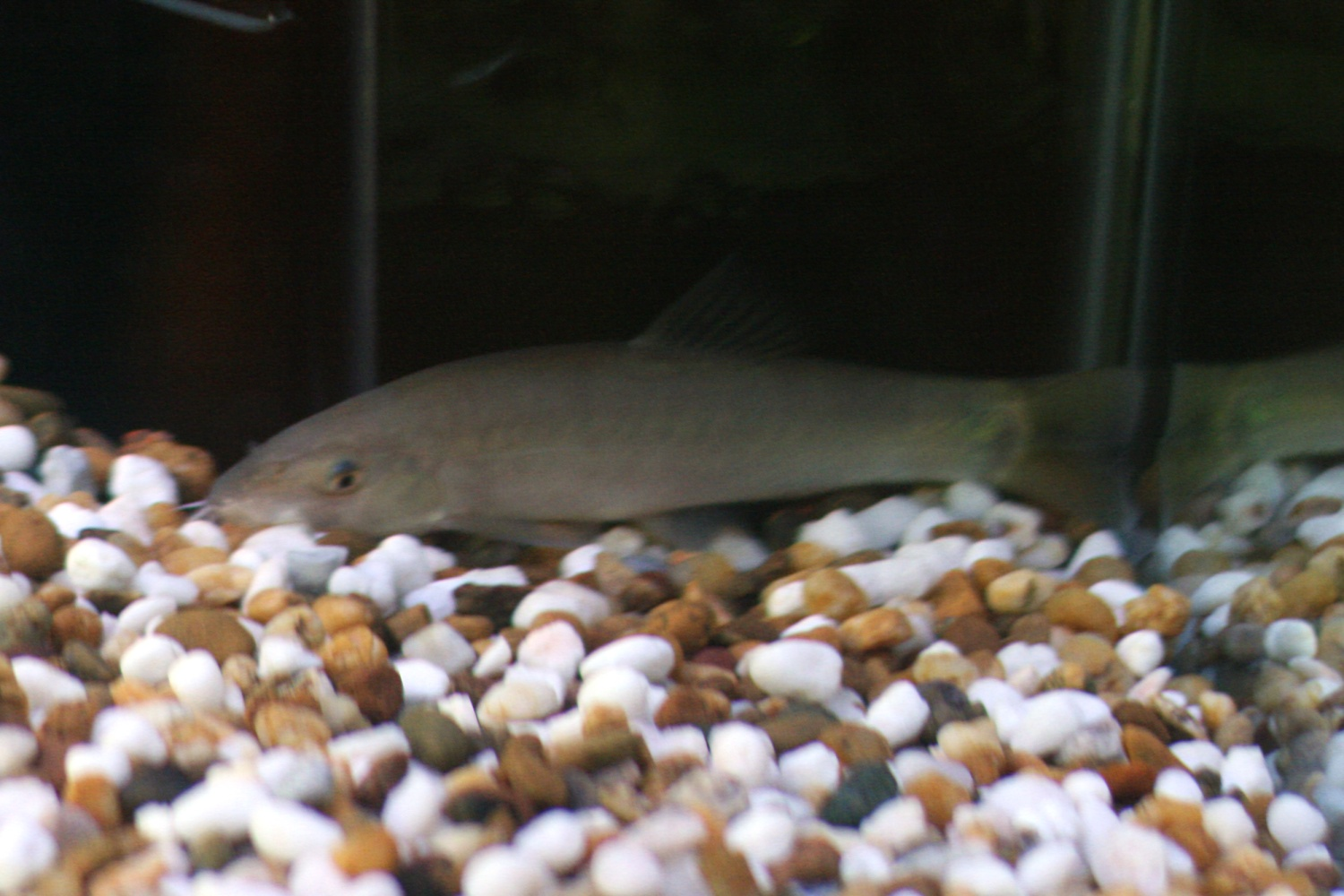
Yasuhikotakia eos
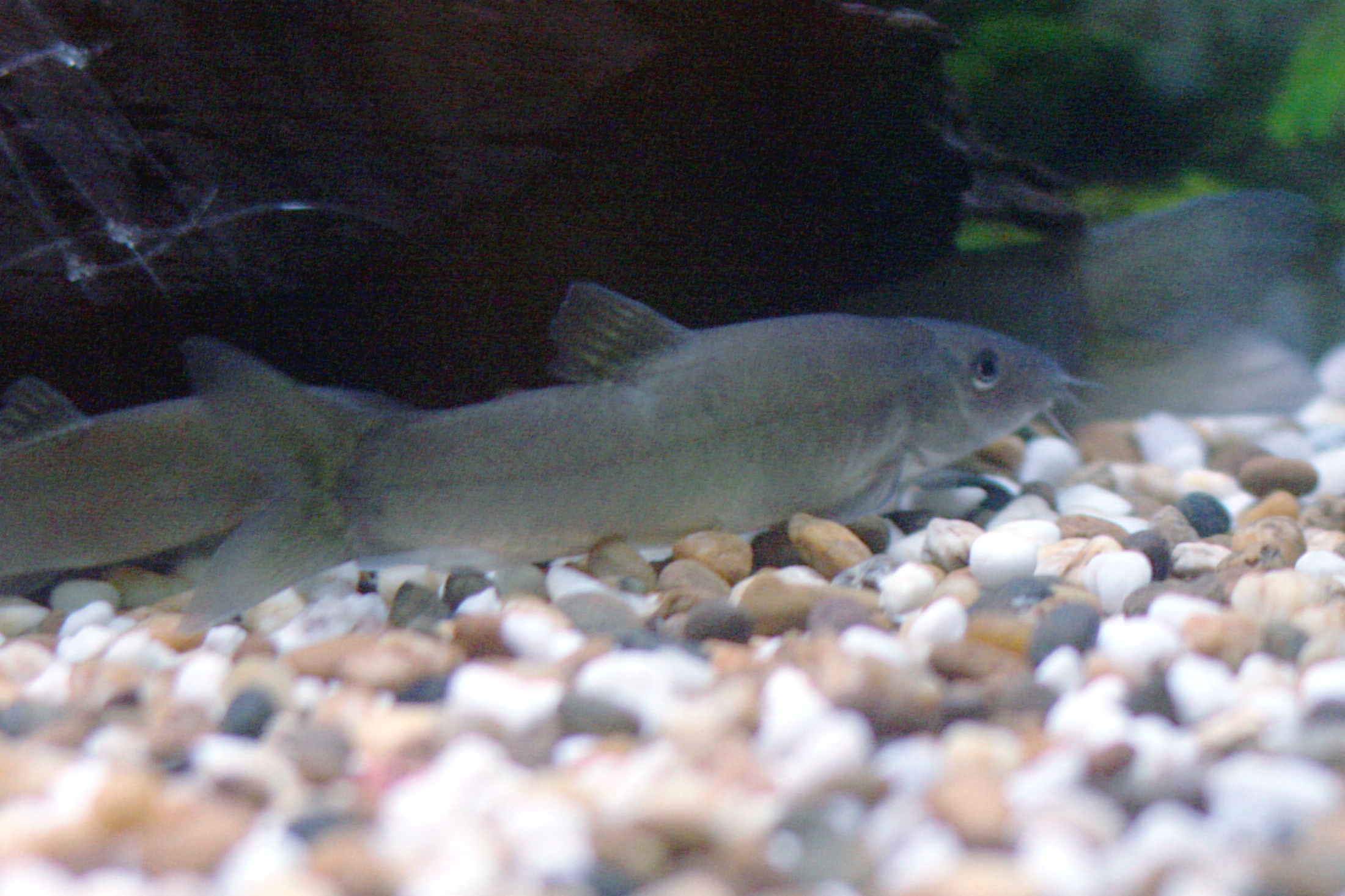
Yasuhikotakia lecontei
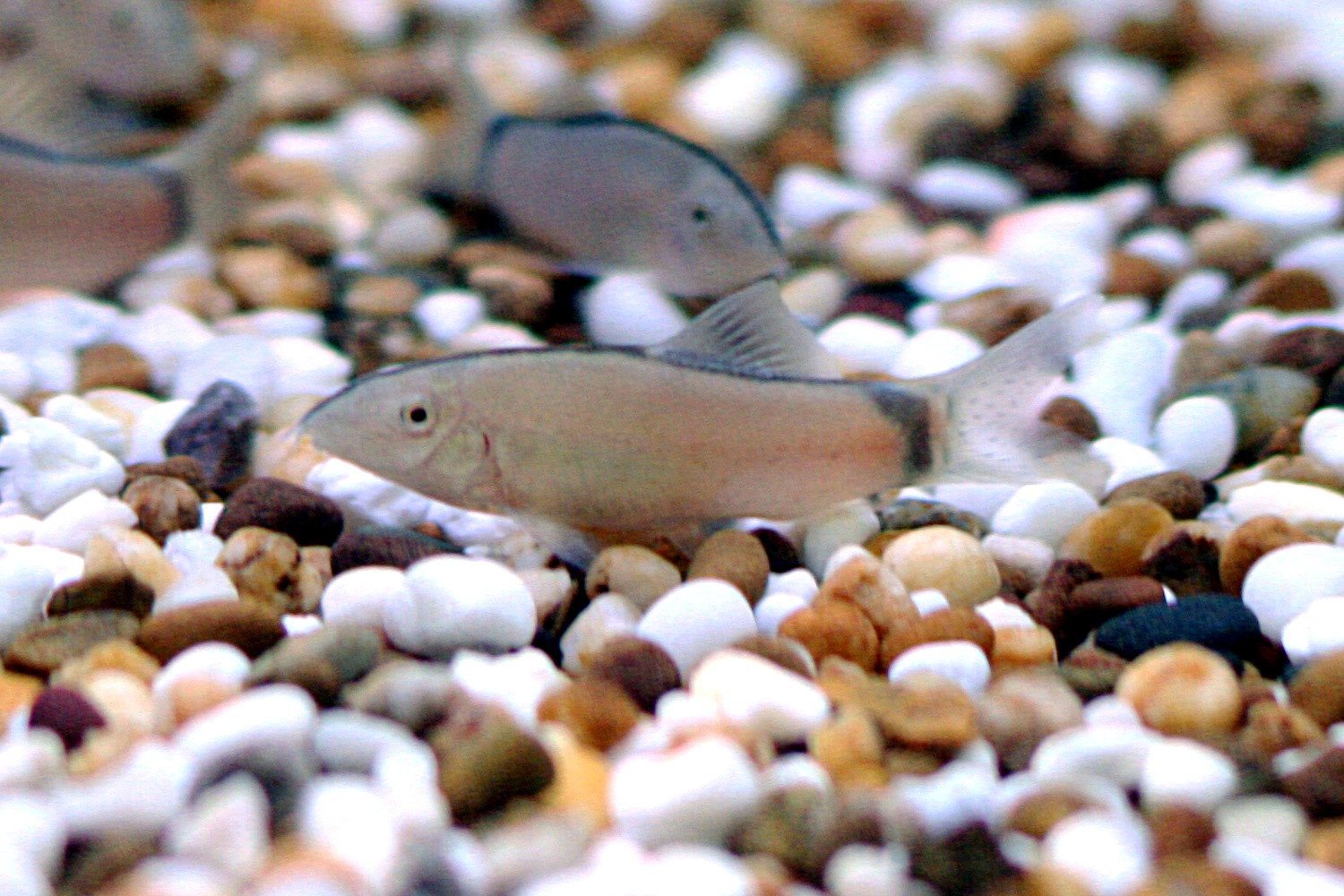
Yasuhikotakia morleti